# حسين رياض (عداء مالديفي)
حسين رياض (ولد في 4 ديسمبر 1974) هو عداء مالديفي تنافس في سباق 4 × 400 متر تتابع في دورة الألعاب الأولمبية الصيفية عام 1996.

## روابط خارجية
- حسين رياض على موقع الاتحاد الدولي لألعاب القوى (الإنجليزية)
- حسين رياض على موقع أوليمبيديا (الإنجليزية)